# Liste der Kardinalskreierungen Pius’ II.
Papst Pius II. kreierte 13 Kardinäle in drei Konsistorien.

## 5. März 1460
- Angelo Capranica
- Berardo Eroli
- Niccolò Fortiguerra
- Alessandro Oliva OSA
- Francesco Todeschini-Piccolomini (später Papst Pius III.)
- Burkhard von Weißpriach

## 18. Dezember 1461
- Bartolomeo Roverella
- Jean Jouffroy OSB
- Jaime Francisco de Cardona i de Aragón
- Louis d’Albret
- Jacopo Ammannati Piccolomini
- Francesco Gonzaga

## 31. Mai 1462
- Johann von Eych